# ハッサン・イェブダ
ハッサン・イェブダ（アラビア語: حسان يبدة, ラテン文字表記: Hassan Yebda, 1984年5月14日 - ）は、フランス共和国ヴァル＝ド＝マルヌ県サン＝モーリス出身のサッカー選手。ポジションはミッドフィールダー。

## 経歴

### クラブ
AJオセールに所属していたが出場機会を得られず、レンタル生活を余儀なくされる。ル・マンUCでマテュー・クタドゥールからポジションを奪い、チームの上位進出に貢献。その活躍が認められ、2008年にSLベンフィカに移籍した。
2009年にはハビ・ガルシアの獲得もあり移籍期間最終日にポーツマスFCへレンタル移籍した。プレミアリーグ初スタメンとなったウルヴァーハンプトン・ワンダラーズFC戦で初得点を記録し、クラブの連敗記録を7で止めた。しかし、所属していたポーツマスが財政難で破綻すると2部落ちが確定的となり、2010年8月28日にイタリアのSSCナポリへレンタル移籍することが決まった。
2011年8月23日、プリメーラ・ディビシオンへ昇格し補強を進めるグラナダCFに3年契約で移籍。2013-14シーズン後半はウディネーゼ・カルチョへローンで加入した。2014-15シーズンにアラビアン・ガルフ・リーグのフジャイラSCでプレーして以降はフリーとなったが、2016年7月2日にCFベレネンセスと1年契約を結んだ。

### 代表
U-17フランス代表として2001 FIFA U-17世界選手権で優勝した。
2009年10月11日のルワンダ代表戦でムラド・メグニと交代で出場しアルジェリア代表デビューした。2010年にはアフリカネイションズカップ2010に出場した。

## 代表歴

### 出場大会
- アルジェリア代表
  - 2010 FIFAワールドカップ
  - 2014 FIFAワールドカップ

### 試合数
- 国際Aマッチ 26試合 2得点（2009年-2014年）[4]

| アルジェリア代表 | 国際Aマッチ | 国際Aマッチ |
| 年               | 出場        | 得点        |
| ---------------- | ----------- | ----------- |
| 2009             | 2           | 0           |
| 2010             | 13          | 0           |
| 2011             | 5           | 2           |
| 2012             | 0           | 0           |
| 2013             | 3           | 0           |
| 2014             | 3           | 0           |
| 通算             | 26          | 2           |

## タイトル

### クラブ
ベンフィカ
- タッサ・ダ・リーガ : 2008-09

### 代表
フランス U-17
- FIFA U-17ワールドカップ : 2001